# Montabaur
Montabaur – miasto powiatowe w Niemczech, w kraju związkowym Nadrenia-Palatynat, siedziba powiatu Westerwald oraz gminy związkowej Montabaur.
W miejscowości znajduje się stacja kolejowa Montabaur.

## Współpraca
Miejscowości partnerskie:
- Brackley, Wielka Brytania
- Sebnitz, Niemcy
- Tonnerre, Francja

## Sport
- Fighting Farmers Montabaur - futbol amerykański